# Arteria pancreaticoduodenal superior
La arteria pancreaticoduodenal superior es una arteria que se origina como rama colateral de la arteria gastroduodenal.
Junto con la arteria pancreaticoduodenal inferior y las ramas pancreáticas de la arteria esplénica, forma conexiones o anastomosis, permitiendo así que sangre perfunda al páncreas y al duodeno a través de múltiples canales.

## Ramas
Se divide en dos ramas:
- la arteria pancreatoduodenal superior anterior, que irriga los márgenes anteriores del duodeno y el páncreas;
- la arteria pancreatoduodenal superior posterior, que irriga los márgenes posteriores de dichos órganos.

## Distribución
Se distribuye hacia el páncreas y el duodeno.